# 史崇
史崇（?—?），字伯勤。漢朝政治人物。
史習之子。先世是魯郡濟北人，至高祖史恭時，自魯（今山東曲阜）遷居杜陵（陝西西安市東南）。史恭之妹生漢宣帝。曾祖父是史元。史崇早年學習军旅事务，投效光武军，建武二年（27年），攻破王寻。授右将军，官右将军青州、冀州二州刺史，封溧阳侯。死后朝廷赠司空。